# Trigonocera lucidiventris
Trigonocera lucidiventris är en tvåvingeart som beskrevs av Becker 1922. Trigonocera lucidiventris ingår i släktet Trigonocera och familjen styltflugor.
Artens utbredningsområde är Taiwan. Inga underarter finns listade i Catalogue of Life.